# Gaetano Magnolfi
Gaetano Magnolfi (Prato, 12 novembre 1786 – Prato, 14 settembre 1867) è stato un imprenditore e filantropo italiano.

## Biografia
Ricevuti i primi rudimenti dell'istruzione da un precettore privato, frequentò le scuole comunali a Prato; in seguito, ebbe a Firenze lezioni di ingegneria e architettura dall'ingegnere Alessandro Manetti. 
Nel 1805, dopo la scomparsa della madre, abbandonò definitivamente gli studi entrando a tempo pieno nell'azienda paterna.
Nel febbraio 1814 sposò Orsola Niccoli, di famiglia benestante, dalla quale non ebbe figli.
Nell'ottobre 1829, ormai uno dei maggiori imprenditori pratesi, ottenne l'autorizzazione dal presidente della Cassa di risparmio di Firenze di istituire a Prato una Cassa affiliata, che col tempo diventerà la Cassa di risparmio di Prato, strumento di sviluppo delle attività artigiane e dei commerci. 
Grazie alla sua iniziativa e munificenza nel 1833 fu fondato a Prato un asilo d'infanzia, che accoglieva settanta bambine di famiglie bisognose. 
Nel 1837 istituì un ricovero per ragazzi orfani che nel 1938 trasferì nei locali del soppresso convento dei Carmelitani trasformandolo in ospizio e scuola tecnica: l'Orfanotrofio tecnologico della Pietà.
Nel 1845 appoggiò la richiesta di costruire una linea ferroviaria di collegamento tra Firenze e Pistoia passante per Prato. Il tratto da Firenze a Prato fu inaugurato nel 1848 e fu il Magnolfi a fornire le longarine di legno per i binari. 
Nel settembre del 1861, su proposta del ministro della Pubblica Istruzione Francesco De Sanctis fu insignito dal re Vittorio Emanuele II della croce di cavaliere dell'Ordine dei Ss. Maurizio e Lazzaro.
Gaetano Magnolfi morì a Prato il 4 agosto 1867 e la salma fu tumulata nella cappella del giardino interno dell'orfanotrofio, che prese il nome di orfanotrofio Magnolfi.